# Eternit Suisse
Pour les articles homonymes, voir Groupe Eternit.
Le groupe suisse Eternit SA (1923), ou Eternit Holding SA (1986), ou Swiss Eternit Group, est une entreprise Suisse fondée en 1903 sous le nom Schweizerische Eternitwerke AG à Niederurnen en Suisse, et spécialisée jusque dans les années 1990 dans la production d'amiante. 
Poursuivi dans le cadre d'un scandale international, le groupe a été racheté en 2003 par la société BA Holding AG de Bernhard Alpstäg. En 2009, un procès concernant son ex-PDG Stephan Schmidheiny a été ouvert en Italie dans le cadre de l'affaire de l'amiante.

## Historique

### De la fondation à la Seconde Guerre mondiale
Le site de Niederurnen avait été choisi en raison de la présence d'une main-d'œuvre accessible importante en raison du déclin de l'industrie textile l'ayant contraint au chômage. Dès les années 1910, le groupe obtint un succès important, exportant dans le monde entier, et ouvre une usine aux Pays-Bas en 1912. En 1913, le canton des Grisons (Graubünden) lança une campagne contre la firme, l'accusant de gâcher le paysage par ses activités industrielles. Celle-ci n'aurait guère affecté la popularité de la firme, selon son site officiel.
Dès 1914, l’entreprise s'engage dans la construction de préfabriqué, ce qui conduit à un conflit avec le corps architecte, qui lui reproche de le déposséder de son travail et de sa compétence. Le groupe réussit à trouver un accord avec la profession, permettant d'élargir l'utilisation de l'amiante-ciment. À partir de 1928 il utilisera celui-ci pour les tubes (canalisations, etc.).
Durant la Première Guerre mondiale, affecté par le manque d'accès à l'amiante, le groupe s'introduisit dans d'autres secteurs et ouvrit des filiales en Grande-Bretagne, en France et en Australie. Ernst Schmidheiny devint dans les années 1920 membre du conseil d'administration. En 1933, c'est Max Schmidheiny, âgé de 24 ans, qui devint PDG du groupe. La société prend le nom de Eternit SA en 1923.
En 1939, le groupe a son propre pavillon à l'Exposition nationale suisse. 

### Les Trente Glorieuses

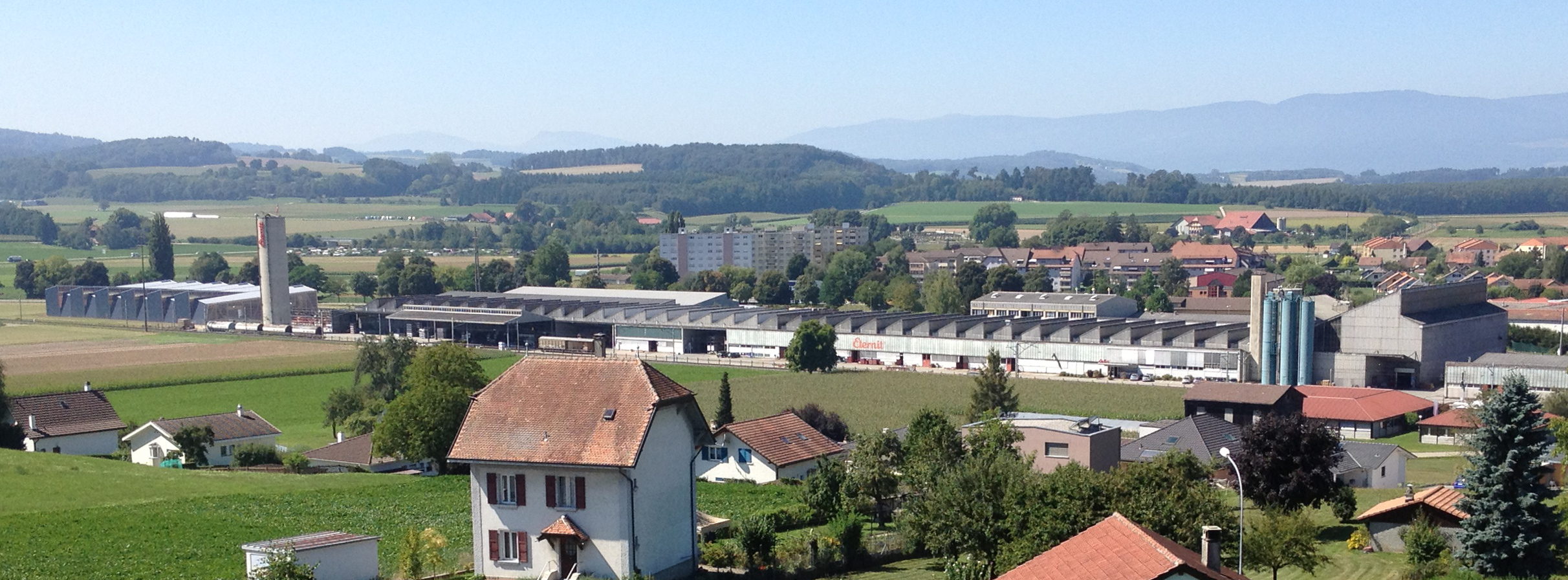
Halles de production Eternit à Payerne, 2013.

Après un nouveau problème d'approvisionnement en amiante lors de la Seconde Guerre mondiale, le groupe bénéficia du boom de la reconstruction, ouvrant d'autres usines. Une filiale est créée à Payerne en 1957.
Profitant des Trente Glorieuses, le groupe ouvre une des principales mines d'amiante du monde, au Brésil (alors sous dictature), en collaboration avec le groupe français Saint-Gobain. Le Brésil devient alors 3e producteur mondial d'amiante. Eternit Suisse est aussi présent au Nicaragua, tandis que sa filiale belge est présente au Pérou et en Asie.  
Il aura de nouveau un pavillon à l'Exposition nationale suisse de 1964. Trois ans plus tard, Max Schmidheiny (fils) devint PDG du groupe. En 1973, le groupe employait 1 000 employés.

### La fin des Trente Glorieuses et l'explosion du scandale de l'amiante
Deux ans plus tard, Stephan Schmidheiny entra au conseil d'administration. Il deviendra PDG du groupe en 1978, avant de créer le World Business Council for Sustainable Development (Conseil mondial des affaires pour le développement durable) après avoir travaillé aux côtés de Maurice Strong lors de l'organisation du sommet de la Terre de 1992.  
Sous Schmidheiny, le groupe annonça l'abandon progressif de l'utilisation de l'amiante à la suite du scandale international qui prenait de l'ampleur. À partir de 1984, la moitié des produits du groupe ne comprenaient plus d'amiante, selon le site officiel. Néanmoins, en 1998, il organise à Lima (Pérou) un congrès mondial sur l'« utilisation raisonnée de l'amiante » . 
En 1986, Eternit SA devint une holding sous le nom Eternit Holding SA, une nouvelle société Eternit SA sous son contrôle étant créée. Cette dernière détenait les usines de Niederurnen et de Payerne ainsi que des actions dans Phonex AG, Wettswil et Montana Stahl AG à Würenlingen. 
À partir de 1987, Eternit Suisse commença à délivrer un prix d'architecture. La même année, la nouvelle Eternit AG fut à nouveau transformée, devenant Eternova Holding SA, le nouveau nom permettant de marquer la distance par rapport au matériau phare de l'entreprise, à savoir l'Eternit, marque sous laquelle l'amiante a souvent été appelé. Une nouvelle Eternit AG fut à nouveau créée, qui devint quelques années plus tard Cemroc, puis FibreCem Holding AG.
En 1989, la présidence du groupe passa au frère de Stefan, Thomas Schmidheiny, qui racheta également l'ensemble des actions. Un an plus tard, c'est Anders Holte qui devint directeur du management. À partir de 1993, le groupe annonça s'introduire dans le secteur du développement durable, en construisant des matériaux recyclables. Le dernier tube d'amiante fut produit en 1994, marquant la fin d'une ère. Deux ans plus tard, le groupe fut racheté par le Holderbank Group. Avec une baisse des ventes depuis les années 1970, la direction décida en 1997 d'arrêter totalement la construction de tubes, mais une filiale, Etertub, présente en Allemagne, continua celle-ci. Une autre filiale, ESAL, est présente en Slovénie. Le site de la filiale belge indique que la production d'amiante fut définitivement interrompue en 1997.

### Holdings auXXIesiècle

Logo dès 2017.

En 2003, la société BA Holding AG racheta la totalité du groupe et Bernhard Alpstäg (ou Alpstaeg) devint son PDG. Les usines de Niederurnen et Payerne furent transférées à Etertub AG, créée en 1997. En 2009-2010, l’entreprise d’origine autrichienne « Eternit-Werke Ludwig Haischek AG » (fondée en 1903 à Vöcklabruck) est reprise par FibreCem Holding AG (groupe BA Holding AG) renommé Swisspearl Group AG en 2016. En 2017, un nouveau logo commun est attribué aux entreprises sœurs Eternit (Suisse) et Eternit (Autriche),. La BA Holding AG est associée à la Swisspor Holding AG.

## Procès
Début décembre 2009, après cinq ans d'instruction judiciaire, un procès est ouvert à Turin en Italie dans le cadre du scandale de l'amiante: l'ex-PDG Stephan Schmidheiny et l'actionnaire Louis de Cartier de Marchienne sont accusés d'avoir exposé des milliers d'ouvriers italiens à l'amiante, et ainsi d'être responsables, par négligence, du décès de 2 200 d'entre eux. Le procès s'est achevé le 13 février 2012 par la condamnation des deux prévenus à 16 ans de prison, et à de lourdes indemnités au bénéfice des parties civiles. Le 3 juin 2013, la cour d'appel de Turin alourdit la peine de Stephan Schmidheiny à dix-huit ans de prison, mais abandonne les poursuites contre Louis de Cartier de Marchienne, décédé quelques jours auparavant le 21 mai.  
Selon Libération, le groupe refuse toujours de reconnaître les maladies professionnelles liées à l'amiante . Au Brésil, il a attaqué une loi de l'État de São Paulo qui interdisait l’amiante, mais celle-ci a été reconnue constitutionnelle en 2008. Il a néanmoins créé en Suisse une fondation pour les victimes de l'amiante des  usines de Niederurnen et de Payerne, en 2006, et reconnaît que 60 employés suisses de la firme sont morts de l'amiante, chiffre jugé très inférieur à la réalité par les associations de victimes.